# ノルン

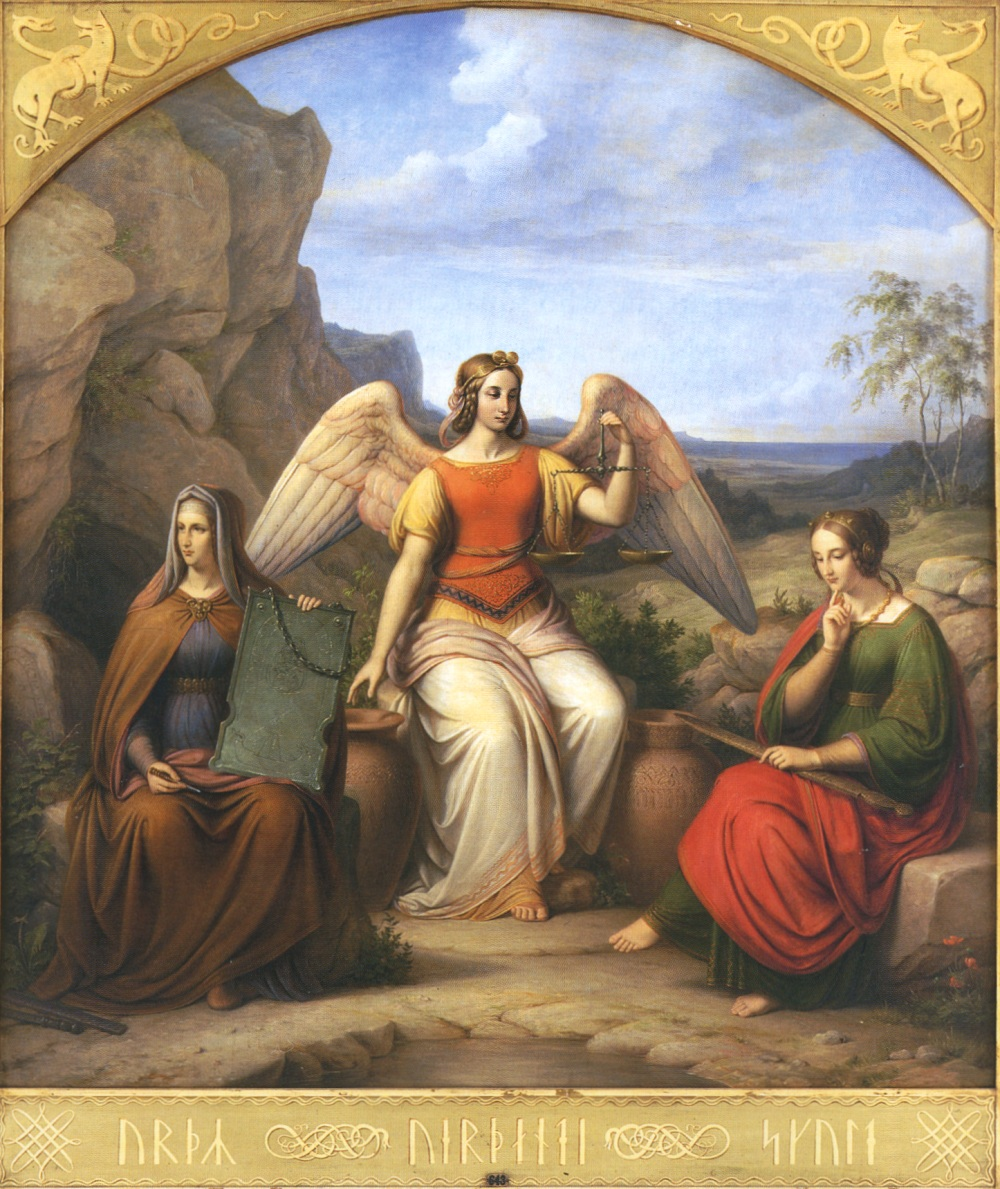
19世紀のデンマークの画家ヨハン・ルートヴィッヒ・ルンドによる、ノルンたちを描いた絵画。ノルンたちのこの神秘的な描写は、民間伝承に反して、彼女たちの1人を翼を持つ者として表現している。絵画の左側では、被り物をした賢いウルズがいて過去の巻物を開いて読んでいる。中央の現在を象徴するヴェルザンディは天秤を持っている。右側のスクルドは開かれていない未来の巻物を握りしめている。

ノルン（古ノルド語: norn）は、北欧神話に登場する運命の女神。複数形はノルニル（古ノルド語: nornir）。
その数は非常に多数とも言われ、アールヴ族や、アース神族、ドヴェルグ族の者もいる（『スノッリのエッダ』による）。しかし、通常は巨人族の3姉妹である長女ウルズ、次女ヴェルザンディ、三女スクルドのことのみを意味する場合が多い。彼女ら3人の登場により、アースガルズの黄金の時代は終わりを告げたとされている。
世界樹ユグドラシルの根元にあるウルザルブルン（「ウルズの泉」）のほとりに住み、ユグドラシルに泉の水をかけて育てる。ウルズとヴェルザンディは木片にルーン文字を彫る。スクルドはワルキューレの一人。

## 概要
ノルンは北欧神話においてさまざまな血統の人々の運命を支配する多数の女性的存在、ディース（dísir）の1種である。
イギリスの伝説は、3人の魔女たち（Weird Sisters。しばしばWyrd SistersやThree Weird Sistersと呼ばれる）のことを語るが、そこでは、その名自体が「運命（fate）」を意味する名前を付けられたノルニルの1柱の名前「Urðr」の英語形「Wyrd」が登場する。
スノッリ・ストゥルルソンによる『古エッダ』の『巫女の予言』の解説によれば、最も重要視される3柱のノルニル、ウルズ（古ノルド語: Urðr、英語: Wyrd）、ヴェルザンディ（古ノルド語: Verðandi）、スクルド（古ノルド語: Skuld）は、ウルズの泉（運命の泉）の畔の住居から出てきて、泉から水を汲み上げ、泥をすくい、それらを混ぜたものをユグドラシルに注ぐことで樹勢を保たせている。
彼女たちノルニルは、ヨトゥンヘイムからやって来て神々の黄金時代を終わらせた、3人の手強い巨人の乙女（ヨトゥン）であると説明される。
また彼女たちは、『ヴァフスルーズニルの言葉』（下記参照）で説明される、「メグスラシル（Mögþrasir）の娘たち」と同一のものかもしれない。彼女たち3柱のノルニルに加えて、人が生まれたときその人の将来を予め定めるために、多くの他のノルニルがその場に到着する。悪意あるノルニルと善意のノルニルがおり、後者がいわゆる守護女神である一方で、前者は世界中にすべての悪意と悲惨な出来事をもたらしたという。
利益と損失の両方をノルニルが運んで来るという言い伝えは、キリスト教が入ってきた後も信じられていた。その証拠として、ボルグンド・スターヴ教会で見つかった「ルーン文字銘 N 351 M」が挙げられる。
「ÞórirはOlausがここを通って旅したとき、彼のためのミサの直前に、このルーン文字を刻んだ。ノルニルは良いことと悪いことの両方、そして大きな労苦……彼女らは私のために作り出した」。

## 語源の説明
「運命（fate）」を意味するウルズ（Urðr、Wyrd、Weird）およびヴェルザンディ（Verðandi）は、ともに古ノルド語で「～になる」という意味の動詞 verða と関係があり、前者はその過去形、後者はその現在形に由来する。スクルド（Skuld）は「～だろう」という意味の動詞 skulu と関係がある。過去を司るウルズ、現在を司るヴェルザンディ、未来を司るスクルド、という解釈が一般的であるものの、その根拠は北欧神話にはなく、むしろ3柱全員が未来を象徴している。さらに、3柱の主要なノルニルがいるという考え方は、ギリシア神話・ローマ神話において同様に糸を紡いでいる運命の女神モイライ・パルカイが後世に及ぼした影響である可能性がある。
ノルン（norn）の名の起源は確かではない。しかし、その名は「編む（to twine）」という意味の単語に由来している可能性がある。そしてそのことは、彼女らが運命の糸を編んでいるとされることに当てはまるだろう。

## 他のゲルマン民族の女神との関係
ノルニル、フィルギャ、ハミンギャ、ワルキューレの間に、さらにこれらの総称語「ディース（複数形：ディーシル, dísir）」との間にも、はっきりとした区別はない。さらに、Artistic licenseは、このような語が古ノルド語詩で死すべき運命の女性を言い表すのに使われることを認め、また女性のために使用される多様な名前についてスノッリ・ストゥルルソンの『詩語法』を引き合いに出す。すなわち、女性はアース女神やワルキューレ、ノルニル、または超自然的な種族の女性に拠って隠喩で呼ばれることがあるとする。

## 主要な出典
ノルニルに関する古ノルド語の出典が多数残っている。ほとんどの重要な出典は、『散文エッダ』（スノッリのエッダ）と『詩のエッダ』である。前者が古い詩に加えて12世紀から13世紀にかけての族長であり学者であるスノッリ・ストゥルルソンによって改作された物語、説明、解説を含んでいる一方で、後者はノルニルが頻繁に引き合いに出される古い詩を含んでいる。

### 散文エッダ

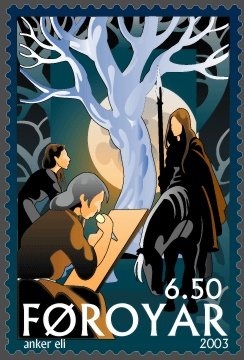
……「最も年下のノルン、スクルドと呼ばれる彼女が戦いを裁決する」……。フェロー諸島で2003年に発行された郵便切手にアンカー・エリ・ペーターセンによって描かれたノルニル。

スノッリ・ストゥルルソンの『散文エッダ』の一部は『ギュルヴィたぶらかし』と呼ばれているが、その中でスウェーデンの王ギュルヴィが自分をギュルヴィと名乗ってヴァルハラを訪ねる。そこで彼は、3人の男の姿をとったオーディンから、北欧神話についての教養を得る。3人の男は、3柱の主要なノルニルがいること、しかしさらに、アース神族、エルフ、小人といった、それ以外のさまざまな血統の者がいることを、ギュルヴィに説明する。
「泉のそばのトネリコの下に、館が建っていて、それは美しいものだ。そして、その館から、次のように呼ばれる3人の乙女が出て来る。それがウルズ、ヴェルザンディ、スクルド。これらの乙女が人間の人生の終わりを決める。我々は彼女たちをノルニルと呼ぶ。しかし、多くのノルニルがいる。生まれた子供それぞれのところへ、その人生を定めるために来る人々である。彼らは神の血統であるが、第2の種族は妖精族であり、そして第3は小人族である。ここに言われているように。
大部分の出自はばらばらだ、
私は、ノルニルはそうなのだと言おう――
彼らが共通の一族であると主張しないことを。
何人かはアース神族であり、
何人かは妖精族であり、
何人かはドヴァリンの娘である。」
その時、ガングレリが言った。「もしノルニルが人間の運命を左右するならば、その時、彼女たちは非常にむらのある振り分けをします。何人かには楽しくて豪華な人生があるが、他の人々にはほとんど財産や名声がありません。何人かには長い人生があって、他の人々には短い人生があります。」ハールは言った。「高潔な血統の良いノルニルは、楽しい人生を定める。しかし、凶悪な運命によって苦しめられるそうした人々は、凶悪なノルニルによって支配されている。」
3柱の主要なノルンたちが、ウルズの泉から水を汲み、ユグドラシルに水をやる。
さらに言おう、ウルズの泉のそばにこれらのノルニルが住んでおり、毎日、泉の水を汲み、泉の周りにある土とともに、いつまでもその枝を衰えさせも腐敗もさせないためにトネリコの上にそれを撒く。その水がとても神聖であるため、すべてのものが泉に入ることで卵殻の内側にある膜と同じぐらいに白くなる、――ここに言われているように。
私は、知っている
ユグドラシルと呼ばれているトネリコが立っているのを。
雪のような白い土を
振りかけられる高い樹だ。
それから露が生じ、
谷間に降る――
それは、いつも緑のままで立っている
ウルズの泉の上に。
そこから大地の上へ降るその露は、人間によって蜂蜜と呼ばれ、それが蜜蜂を育てるのだ。また2羽の鳥がウルズの泉で養われている。それらは白鳥と呼ばれ、そしてそれらの鳥からそう呼ばれる鳥の血統が生じたのだ。」
スノッリは、最も若いノルンのスクルドが、また実質的にはワルキューレであること、殺害された者から戦士を選り抜くことに参加することを読者に知らせる。
これらは、ワルキューレと呼ばれ、彼女らをオーディンはあらゆる戦場に送る、そして彼女らは男たちの最期を決め、また勝利を与える。グズ（Gudr）とロタ、そして運命の女神の末っ子のスクルドが、虐殺するものを手にとり、戦いの帰結を決定するために進む。

### 詩のエッダ
『詩のエッダ』は、スノッリが『散文エッダ』に記載した情報の元になった詩がより古い文献の代わりとなることから、価値がある。『ギュルヴィたぶらかし』にあるように、『詩のエッダ』は3柱の主要なノルニルに加えて、より目立たない多くのノルニルが存在することに言及する。さらに、小人のノルニルは小人の娘であるなど、彼らがいくつかの血統の出身であると話されることにより、『ギュルヴィたぶらかし』と一致する。また、3柱の主要なノルニルが女巨人たち（女性のヨトゥンたち）であったことを暗示している。
『ファーヴニルの言葉』は、シグルズによる致命傷で死んでいくドラゴンのファーヴニルとシグルズとの間のやりとりを含んでいる。英雄は多くの事柄についてファーヴニルに尋ね、その事柄の1つがノルニルの本質であった。ファーヴニルは彼らがたくさんいること、いくつかの血統があることを説明する。
| Sigurðr kvað: 12. "Segðu mér, Fáfnir, alls þik fróðan kveða ok vel margt vita, hverjar ro þær nornir, er nauðgönglar ro ok kjósa mæðr frá mögum." - Fáfnir kvað: 13. "Sundrbornar mjök segi ek nornir vera, eigu-t þær ætt saman; sumar eru áskunngar, sumar alfkunngar, sumar dætr Dvalins." | 大意 シグルズ「運命の女神とは誰ですか」 - ファーヴニル「女神たちにはアース神族も妖精もドヴァリンの娘もおり1つの一族ではない」 |  |

3柱の主要なノルニルが元来は女神ではなく女巨人（ヨトゥン）であったことは、『巫女の予言』と『ヴァフスルーズニルの言葉』で明らかにされている。彼女たちの到着は神々の初期の幸福な時代を終焉させたが、しかし彼女たちは人間の幸福のためにやって来たのである。
『巫女の予言』は、ヨトゥンヘイムから神々の元にやって来たと報告される、3人のおそろしく力強い女巨人たちを関連づける。

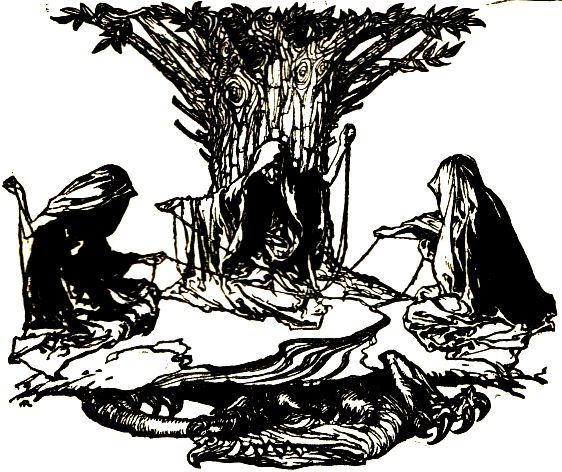
アーサー・ラッカムによるノルニル。

| 8. Tefldu í túni, teitir váru, var þeim vettergis vant ór gulli, uns þrjár kvámu þursa meyjar ámáttkar mjök ór Jötunheimum. | 大意::ヨトゥンヘイムから3人の強力な娘が来るまで、神々は黄金製のものに何の不足もなかった。 |  |

『ヴァフスルーズニルの言葉』は、守護霊（ハミンギャ）として地上の人々を守るためにやって来た乙女の巨人たちについて話す時、おそらくノルニルに言及しているだろう。
| 49. "Þríar þjóðár falla þorp yfir meyja Mögþrasis; hamingjur einar þær er í heimi eru, þó þær með jötnum alask." | 大意 3人がメグスラシルの娘の家を襲い、娘たちは巨人の元で育つ。家には守護霊がいた。 |  |

『巫女の予言』は、『ヴァルズルーズニルの言葉』がたぶんしただろうと同様に乙女としての彼女たちを指す3柱の主要なノルニルの名前を含んでいる。
| 20. Þaðan koma meyjar margs vitandi þrjár ór þeim sæ, er und þolli stendr; Urð hétu eina, aðra Verðandi, - skáru á skíði, - Skuld ina þriðju; þær lög lögðu, þær líf kuru alda börnum, örlög seggja. | 大意 3人の知恵ある娘――1人目はウルズ、2人目はヴェルザンディで2人が木片を彫った。3人目がスクルド。彼女たちが人間の運命を決める。 |  |

ノルニルは、新しく生まれた子供に、彼または彼女の未来を割り当てるべく、その家を訪ねる。そして『フンディング殺しのヘルギの歌 その1』にあるように、ノルニルがその屋敷に到着すると、英雄ヘルギがちょうど生まれた。

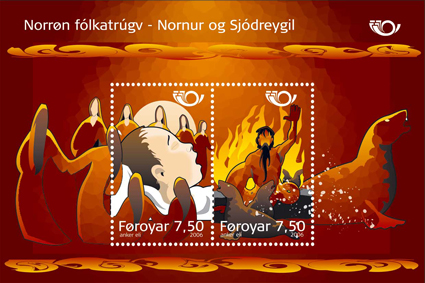
「……しかし多くのノルニルがいる。その人生を定めるため、生まれた子供それぞれのところへやって来る……」。フェロー諸島で2006年に発行された切手にアンカー・エリ・ペーターセンによって描かれたノルニル（画像左側）。

| 2. Nótt varð í bæ, nornir kómu, þær er öðlingi aldr of skópu; þann báðu fylki frægstan verða ok buðlunga beztan þykkja. - 3. Sneru þær af afli örlögþáttu, þá er borgir braut í Bráluni; þær of greiddu gullin símu ok und mánasal miðjan festu. - 4. Þær austr ok vestr enda fálu, þar átti lofðungr land á milli; brá nift Nera á norðrvega einni festi, ey bað hon halda. | 大意 運命の女神が来て王として尊敬される運命を決めた。彼女たちは金色の糸で運命の糸を撚った。ネリ（女巨人）は1本の綱を投げた。 |  |

『フンディング殺しのヘルギの歌 その2』において、ヘルギは、シグルーンと結婚するために彼女の父: ヘグニ（Högni）と兄弟のブラギ（Bragi） を殺してしまった事実に対し、ノルニルを呪う。
| 26 "Er-at þér at öllu, alvitr, gefit, - þó kveð ek nökkvi nornir valda -: fellu í morgun at Frekasteini Bragi ok Högni, varð ek bani þeira. | 大意 運命の女神のせいもあろうが、私（ヘルギ）が父と弟を殺した。 |  |

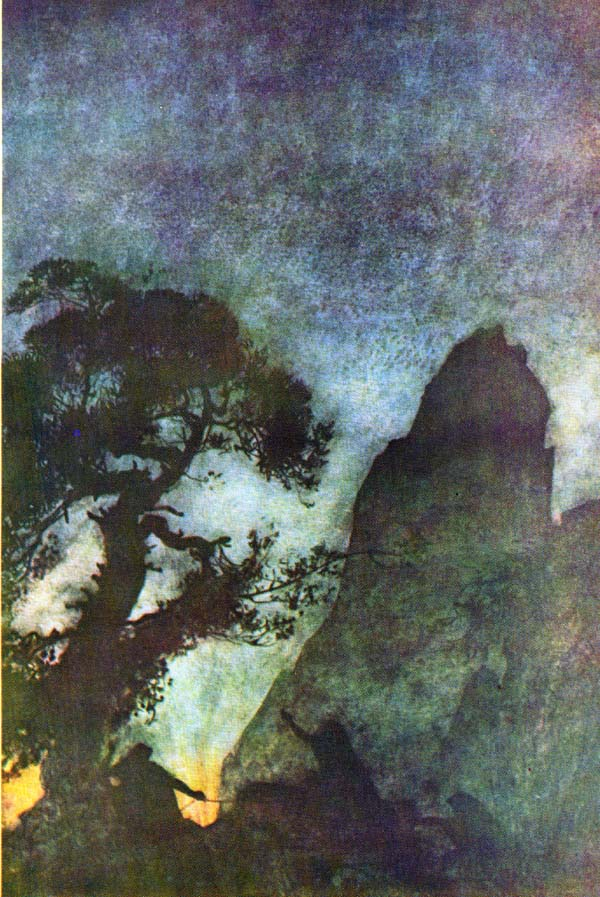
アーサー・ラッカムが楽劇『ニーベルングの指環』の挿絵に描いた3人のノルン。

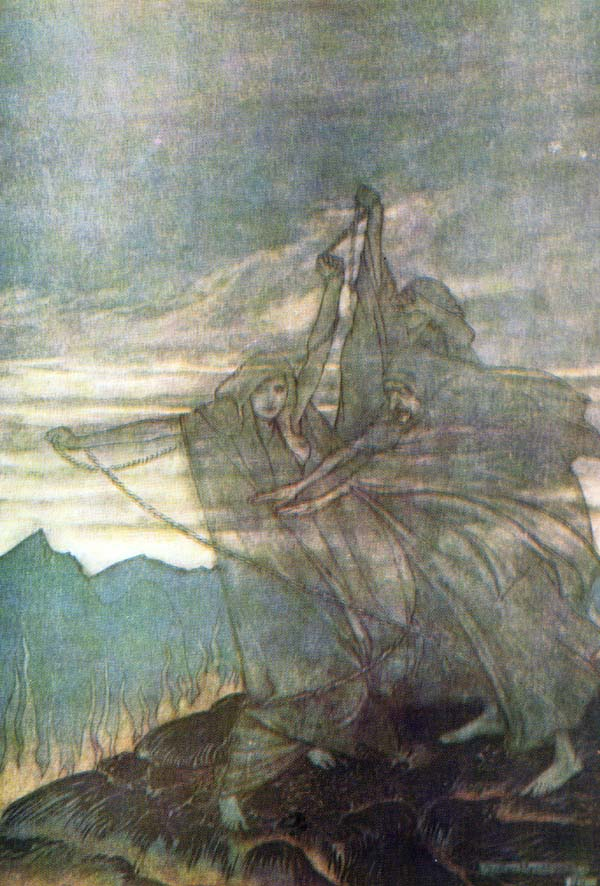
同。

スノッリ・ストゥルルソンが『ギュルヴィたぶらかし』の中で明示したように、人々の運命は各自のノルニルの慈悲深さや悪意に左右された。『レギンの歌』において、水に住む小人のアンドヴァリは、自分の境遇を、おそらくは小人ドヴァリンの娘の1人であった悪いノルニルのせいにした。
| 2. "Andvari ek heiti, Óinn hét minn faðir, margan hef ek fors of farit; aumlig norn skóp oss í árdaga, at ek skylda í vatni vaða." | 大意 私は昔、運命の女神から、水の中で暮らすよう運命づけられました。 |  |

悪い境遇の原因となっているノルニルのもう1つの例が、『シグルズの短い歌』にみられる。そこでは、ワルキューレのブリュンヒルドが、シグルズの抱擁を求めるその長い切望のために、悪意あるノルニルを呪っている。
| 7. Orð mæltak nú, iðrumk eftir þess: kván er hans Guðrún, en ek Gunnars; ljótar nornir skópu oss langa þrá." | 大意：運命の女神が、私の心にグズルーンの夫に対する憧れを生じさせた。 |  |

ブリュンヒルドについては、ブルグント族の王グンナルおよびその兄弟がシグルズを殺したこと、その後、来世でシグルズと一緒になるために自殺することが説明される。彼女の兄アトリ（アッティラ）は、ブルグントの王を殺して彼女の死の復讐をなしたが、アトリが彼らの姉妹のグズルーン(Guðrún)と結婚していたことから、アトリは間もなく彼女によって殺された。『グズルーンの歌 その2』において、ノルニルは夢の中で、アトリの妻がアトリを殺すということをアトリに教えるというかたちで、積極的に一連の事件に参加してくる。夢の描写はこの節から始まる。
| "Svá mik nýliga nornir vekja," - vílsinnis spá vildi, at ek réða, - "hugða ek þik, Guðrún Gjúka dóttir, læblöndnum hjör leggja mik í gögnum." | 大意 アトリは妻グズルーンによって剣で刺し殺される夢を見、ノルニルの予言で起こされたと妻に告げる。 |  |

彼女の夫アトリと2人の間の息子たちを殺してしまった後、グズルーンは『グズルーンの煽動』にあるように、彼女の不幸を理由にノルニルを呪う。そこではグズルーンは、自殺を試みることによってノルニルの怒りを逃れようとしてみることについて話す。
| 13. Gekk ek til strandar, gröm vark nornum, vilda ek hrinda stríð grið þeira; hófu mik, né drekkðu, hávar bárur, því ek land of sték, at lifa skyldak. | 大意 運命の女神から逃れるべく海で入水自殺を図ったが、波によって岸に戻された。 |  |

『グズルーンの扇動』では、グズルーンの息子たち（父はヨーナク王）が彼らの姉妹スヴァンヒルドの無惨な死に復讐するよう、グズルーンが彼らをどのように扇動したかを報告している。『ハムジルの言葉』において、まさにその復讐に至るまでのゴート族の王イェルムンレクの元への彼女の息子たちの遠征は、破滅的なものであった。自分がゴート族の手で死ぬことを知って、グズルーンの息子セルリ（Sörli）は、ノルニルの無慈悲さを語る。

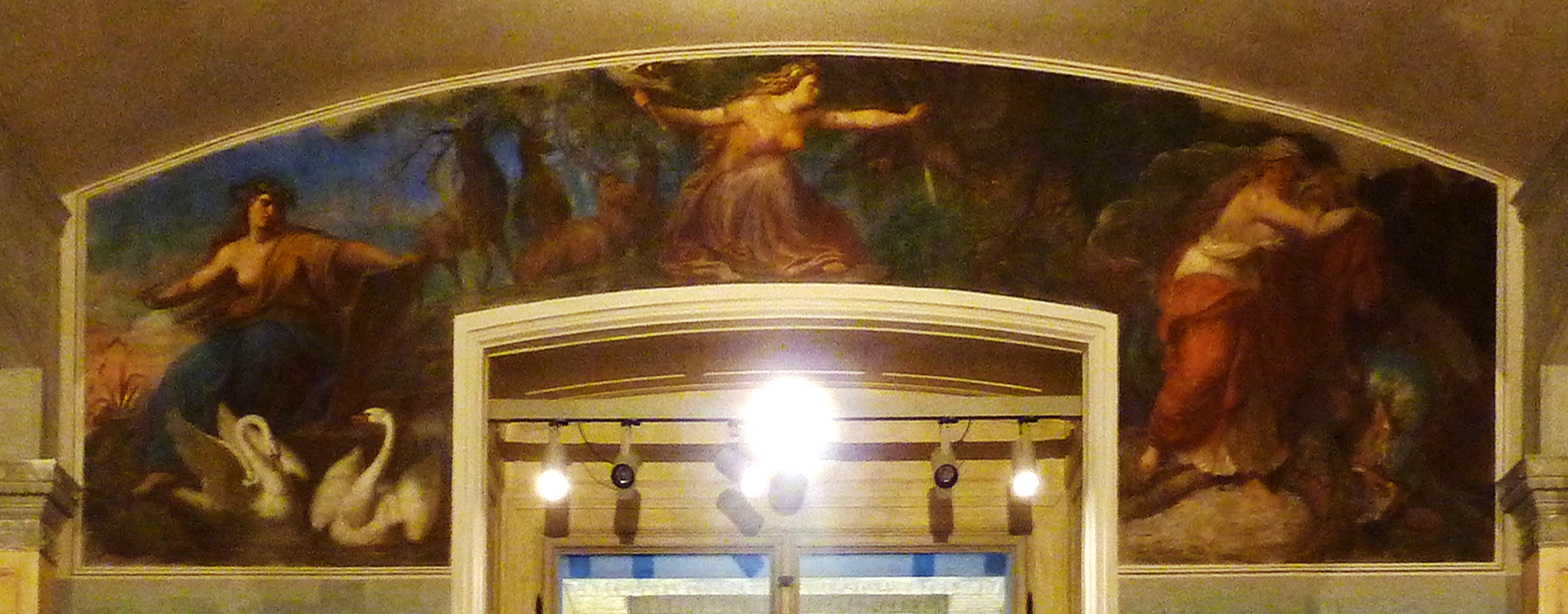
ベルリンの新博物館にあるノルニルのフレスコ画。

| 29. "Ekki hygg ek okkr vera ulfa dæmi, at vit mynim sjalfir of sakask sem grey norna, þá er gráðug eru í auðn of alin. - 30. Vel höfum vit vegit, stöndum á val Gotna, ofan eggmóðum, sem ernir á kvisti; góðs höfum tírar fengit, þótt skylim nú eða í gær deyja; kveld lifir maðr ekki eftir kvið norna." - 31. Þar fell Sörli at salar gafli, enn Hamðir hné at húsbaki. | 大意 運命の女神が死の宣告を下したらもう生き続けることは誰にもできない。 |  |

ノルニルが隠れて作用する究極的な権威ある存在であった上は、彼女らが魔力として言及される可能性があることは驚くべきことではない。たとえば『シグルドリーヴァの言葉』においてシグルドリーヴァによって彼女たちについて言われるように。

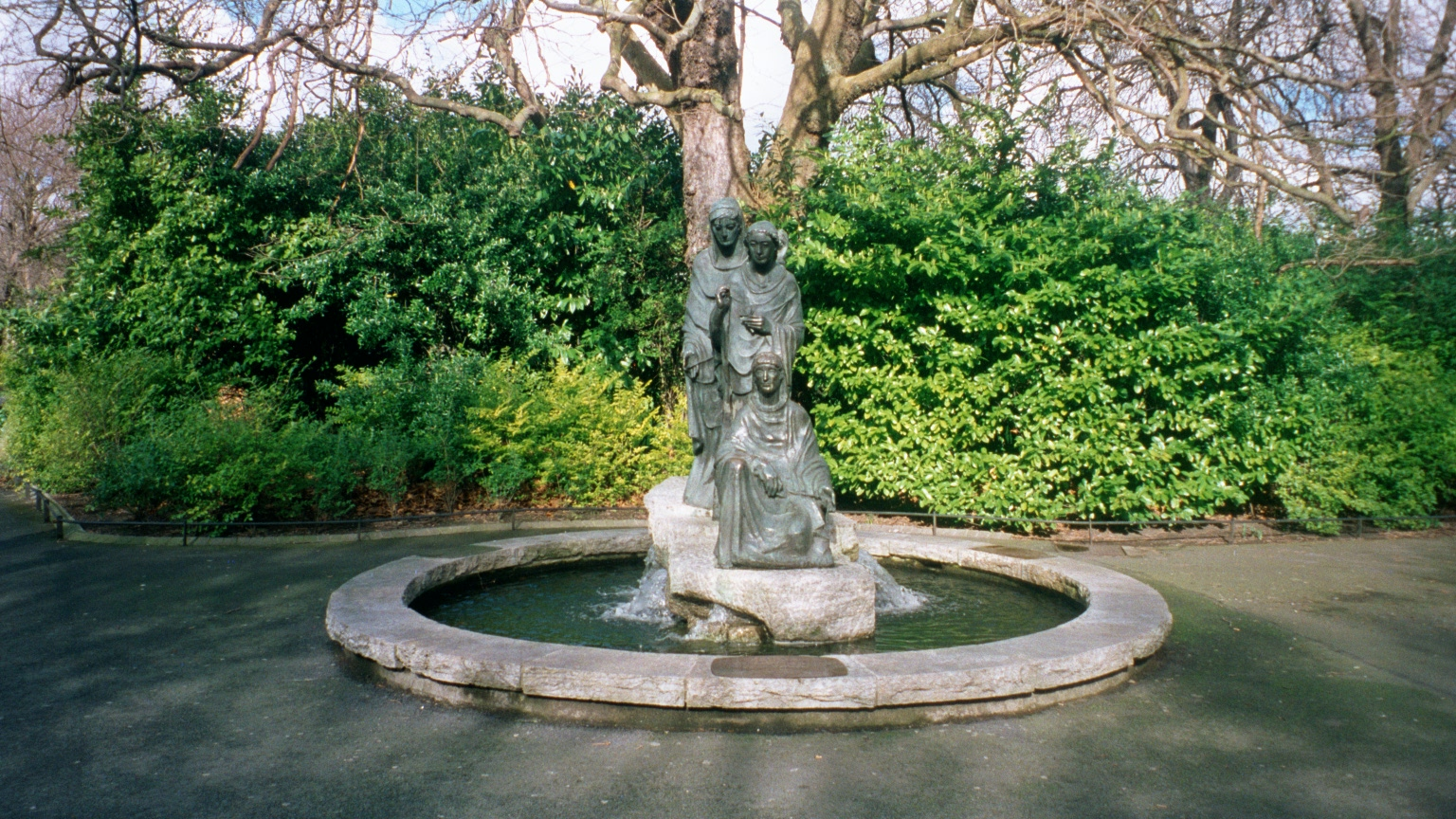
ダブリンのセント・スティーブンス・グリーンにあるノルニルの像。

| 17. Á gleri ok á gulli ok á gumna heillum, í víni ok í virtri ok vilisessi, á Gugnis oddi ok á Grana brjósti, á nornar nagli ok á nefi uglu. | 大意 ルーン文字の彫られるところは、たとえばノルニルの爪の上などである。 |  |

### 伝説のサガ

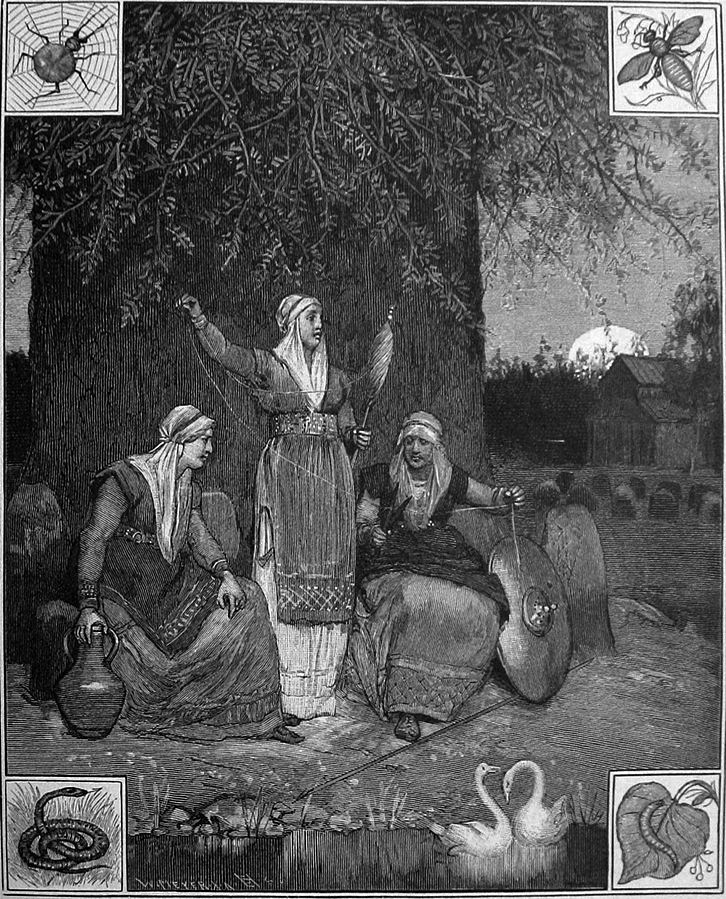
ノルニルはユグドラシルの根元で運命の糸を紡ぐ。彼女たちの足元に、ウルズの泉があり、世界中にいるすべての白鳥を生んだとされる2羽の白鳥がいる。

伝説のサガのいくつかも、ノルニルについて参考になることを含んでいる。『ヘルヴォルとヘイズレク王のサガ』は、『フレズの歌』（Hlöðskviða。『フン戦争の歌』とも）と呼ばれる詩を含んでおり、そこでは、ゴート族の王アンガンチュールが、フン族であり彼の腹違いの兄弟であるフレズによって指揮されたフン族軍の侵攻を破る。彼の姉妹、盾持つ乙女のヘルヴォルとヘイズレク王のサガが犠牲者の1人と知っているアンガンチュールは、彼の兄弟の死んだのを直視し、ノルニルの残虐さを嘆く。
| 32. Bölvat er okkr, bróðir, bani em ek þinn orðinn; þat mun æ uppi; illr er dómr norna." | 大意 ノルニルの与えた運命は厳しく、我々はお前たちの殺害者となり罵られる。 |  |

より新しい時代に成立した伝説のサガにおいて、たとえば『ノルナゲストの話』と『フロールヴ・クラキのサガ』で、ノルニルはヴォルヴァ（魔女、巫女）と同義だったようである。『ノルナゲストの話』では、彼女たちは彼の運命をかたちづくるために英雄の誕生の時に到着するが、ノルニルは運命の織物を織るとは説明されず、代わりに、巫女（vala、völva）の同義語としてあっさりと現れる。
書き残された最近の伝説のサガの1つ、『フロールヴ・クラキのサガ』は、単に凶悪な魔女だとしてノルニルについて語っている。邪悪なハーフエルフの王女スクルドがフロールヴ・クラキを攻撃すべく彼女の軍を集める時、死せる戦士に加えて、エルフとノルニルも軍勢に含まれる。